# 鄭雅萍
鄭雅萍（1979年9月5日—），藝名小龍女，台灣藝人、歌手，屏東縣出身，家中排行老四。
小龍女出道時以腹部龍紋刺青聞名，2000年她還因0204情色專線編號79979脫穎而出，風騷姿態紅極一時。她之後出過寫真集、唱片，可惜2002年因搖頭丸事件遭勒戒，形象重挫，最後被迫回屏東老家種田，偶爾接零星通告。

## 經歷

### 作品
- 2000年5月份 0204電話形象代言人 [5]
- 2000年9月份 《台灣夜未眠》節目主持人
- 2001年1月份 出版首本寫真集
- 2001年12月份 發行首張專輯[79979]
- 作品／[79979]首本寫真集
- 首張專輯《79979》、《屬於我》，單曲《多情追夢女》
- 代言香蕉網站
- 主持國寶衛視《台灣夜未眠》
- 電影《勝者為王》
- 2006年1月份 代言阿曼城市汽車旅館[6]

### 專輯
- 《79979》（國語專輯），2001年12月
- 《屬於我》（國語專輯），2003年7月
- 《多情追夢女》（國語單曲），2001年12月

## 外部連結
- 79979-小龍女 （页面存档备份，存于）
- 鄭 ややさん 臉書
- 水舞之星(小龍女) （页面存档备份，存于）